# 2e cérémonie des Gérard de la télévision
Les Gérard de la télévision 2007 est la deuxième édition des Gérard de la télévision, une cérémonie qui récompense chaque année les pires émissions et personnalités du paysage télévisuel français. L'événement a lieu le 10 décembre 2007 au théâtre du Splendid, et en direct sur la chaîne Paris Première.

## Palmarès et nominations

### Gérard de la série policière française qui veut faire« States »au départ mais qui fait française à l'arrivée
- L'Hôpital, avec Mélisandre Meertens (TF1)
  - PJ, avec Marc Betton (France 2)
  - Paris, enquêtes criminelles, avec Vincent Pérez (TF1)
  - R.I.S Police scientifique, avec Jean-Pierre Michaël (TF1)
  - Commissaire Valence, avec Bernard Tapie (TF1)
  - Mystère, avec Toinette Laquière (TF1)

### Gérard de l'émission que tu regardes et à un moment vers la fin tu te dis «putain, ça fait combien de temps que je regarde cette daube?»
- T'empêches tout le monde de dormir, avec Marc-Olivier Fogiel (M6)
  - La Méthode Cauet, avec Cauet (TF1)
  - Sans aucun doute, avec Julien Courbet (TF1)
  - Secret Story, avec Benjamin Castaldi (TF1)
  - On n'est pas couché, avec Laurent Ruquier (France 2)
  - Les 100 plus grands..., avec Christophe Dechavanne (TF1)

### Gérard de l'animateur ayant du mal à retrouver la confiance des dirigeants d'une chaîne sérieuse (ou étant en train de la perdre)
- Vincent Perrot, dans Tac-O-Tac gagnant à vie (NT1)
  - Valérie Payet, dans le tirage du Loto (France 2)
  - Alexandre Devoise, dans Choc, l'émission (NT1)
  - Jean-Marc Morandini, dans Morandini ! (Direct 8)
  - Laurence Boccolini, dans Le Mur infernal (TMC)
  - Bernard Montiel, dans Entre deux (TMC)

### Gérard de l'animateur qui a un prénom qu'on ne trouve pas dans le calendrier
- Péri Cochin, dans On a tout essayé (France 2)
  - Magloire, dans le Morning Café (M6)
  - Mia Frye, dans Popstars (M6)
  - Dove Attia, dans À la recherche de la nouvelle star (M6)
  - Flavie Flament, dans Sagas (TF1)
  - Mustapha, dans On n'a pas tout dit (France 2)
  - Mac Lesggy, dans E=M6 (M6)

### Gérard de l'émission de déco qui te donne plein d'idées pour améliorer ton chez toi et quand tu éteins la télé, tu fais rien puisque t'as pas de pognon
- D&CO, avec Valérie Damidot (M6)
  - Côté Maison, avec Laurent Petitguillaume (France 3)
  - Question Maison, avec Stéphane Thebaut (France 5)
  - Du côté de chez vous, avec Leroy Merlin (TF1)
  - La Maison de Cendrine, avec Cendrine Dominguez (M6)
  - Change ta chambre, avec Laurent Artufel (France 2)
  - Déco 8, avec Caroline Munoz (Direct 8)

### Gérard de l'émission dont on avait un pénible souvenir et qu'on a déterrée cette année, faute d'idées
- Popstars, avec Mia Frye (M6)
  - La Roue de la fortune, avec Christophe Dechavanne (TF1)
  - Une famille en or, avec Christophe Dechavanne (TF1)
  - La Fureur, avec Alexandre Devoise (W9)

### Gérard de l'accident industriel
- Pourquoi les manchots n'ont-ils pas froid aux pieds ?, avec Stéphane Bern (France 2)
  - Hanouna plage, avec Cyril Hanouna (France 3)
  - La Part du lion, avec Nagui (France 2)
  - Les 60 secondes du Colisée, avec Olivier Minne (France 2)
  - On n'a pas tout dit, avec Laurent Ruquier (France 2)
  - L'Hôpital, avec Mélisandre Meertens (TF1)
  - France 2 Foot, avec Denis Balbir (France 2)

### Gérard de l'animateur qu'on sait jamais comment il s'appelle, même si sa tête nous dit quelque chose
- Le monsieur qui fait le journal de la nuit sur France 2 qui a les cheveux gris et qui a l'air tout gentil (France 2)
  - Le mec qui présente Des Racines et des ailes (France 3)
  - Le type qui fait le téléachat dans une chaîne au fin fond du Numericable et qui faisait le M6 Express, il y a très longtemps en clignant de l'œil, même quand il avait un orgelet, et qui a un nom de piscine (M6 Boutique La Chaîne)
  - L'autre gars qui a des cheveux poivre et sel et qui fait l'émission de déco sur France 5 (France 5)

### Gérard de la Valérie
- Valérie Payet, dans le tirage du Loto (France 2)
  - Valérie Damidot, dans D&CO (M6)
  - Valérie Pascal, dans le téléachat de M6 Boutique la chaîne (M6 Boutique La Chaîne)
  - Valérie Mairesse, dans On a tout essayé (France 2)
  - Valérie Bénaïm, dans La Grande illusion (France 3)
  - Valérie Astruc, dans La Matinale (Canal+)

### Gérard de la voie de garage de la grande époqueCanal
- Alexandre Devoise, dans La Fureur (W9)
  - Xavier de Moulins, dans Paris Dernière (Paris Première)
  - Philippe Vandel, dans Pif Paf (Paris Première)
  - Pierre Lescure, dans Ça balance à Paris (Paris Première)
  - Philippe Gildas, dans Vive la télé (Paris Première)

### Gérard de la moustache
- Bertrand Renard, dans Des chiffres et des lettres (France 3)
  - Hervé Claude, dans Thema (Arte)
  - Christophe Alévêque, dans On a tout essayé (France 2)
  - Roland Magdane, dans Êtes-vous plus fort qu'un élève de 10 ans ? (M6)
  - Sébastien Folin, dans la Météo (TF1)

### Gérard de «l'artiste» qui bénéficie le mieux des réseaux de son mari
- Arielle Dombasle, dans Arielle Dombasle au Crazy Horse (Paris Première)

### Gérard de l'animatrice tête à claque
- Flavie Flament, dans Sagas (TF1)
  - Mia Frye, dans Popstars (M6)
  - Christine Bravo, dans On n'a pas tout dit (France 2)
  - Elsa Fayer, dans On a tout essayé (France 2)
  - Valérie Damidot, dans D&CO (M6)

### Gérard de l'animateur tête à claque
- Mustapha, dans On n'a pas tout dit (France 2)
  - Tex, dans Les Z'amours (France 2)
  - Pierre Ménès, dans 100 % Foot (M6)
  - Stéphane Guillon, dans Salut les Terriens (Canal+)
  - Patrick Sébastien, dans Le Plus Grand Cabaret du monde (France 2)
  - Thierry Ardisson, dans Salut les Terriens (Canal+)

### Gérard de la chaîne et de son président
- Direct 8 (Vincent Bolloré)
  - NT1
  - France 2
  - MTV France
  - TF1
  - NRJ 12